# جيمستاون (كارولاينا الجنوبية)
جيمستاون (بالإنجليزية: Jamestown, South Carolina)‏ هي بلدة أمريكية تقع في الولايات المتحدة في مقاطعة بيركلي. يقدر عدد سكانها بـ 72 نسمة ومساحتها 1.6 كم2 و وترتفع عن سطح البحر 9 متر.